# Clathromangelia strigilata
Clathromangelia strigilata is een slakkensoort uit de familie van de Raphitomidae. De wetenschappelijke naam van de soort is voor het eerst geldig gepubliceerd in 1904 door Pallary.